# Jean d'Arces
Jean d'Arces (Montiers, cerca de 1370 – Moûtiers, 12 de dezembro de 1454) foi um cardeal francês da Igreja Católica, que foi arcebispo de Tarentaise.

## Biografia
Licenciado em direito canônico, foi Cônego de Santo Agostinho, Prior de Saint-Valentin, Bissy, Savoie, em 1415. Sucessor de seu tio Hugues d'Arces como reitor de Grand-Saint-Bernard (Montjou), na diocese de Sion, entre 1419 a 1438. No capítulo geral de Etoy em 1437, ele promulgou novos estatutos para a reitoria; eram efêmeros, mas em parte servem como um precedente para as reformas constitucionais de 1438.
Eleito arcebispo de Tarentaise em 28 de fevereiro de 1438, ocupou o posto até sua morte, mas sem informações de sua ordenação episcopal. Participou do Concílio de Basileia, em que foi representante do presidente do concílio, cardeal Louis Aleman e foi um dos eleitores do antipapa Félix V em 5 de novembro de 1439.
Foi criado cardeal pelo Antipapa Félix V em Genebra em 6 de abril de 1444, recebendo o título de cardeal-presbítero de Santo Estêvão no Monte Celio. Submeteu-se ao Papa Nicolau V, que o absolveu e foi confirmado cardeal no consistório de 19 de dezembro de 1449, sendo publicado no dia seguinte com o título de Santos Nereu e Aquileu.
Morreu em 12 de dezembro de 1454, em Moûtiers, sendo sepultado nesta cidade.